# Meester van de Vederwolken

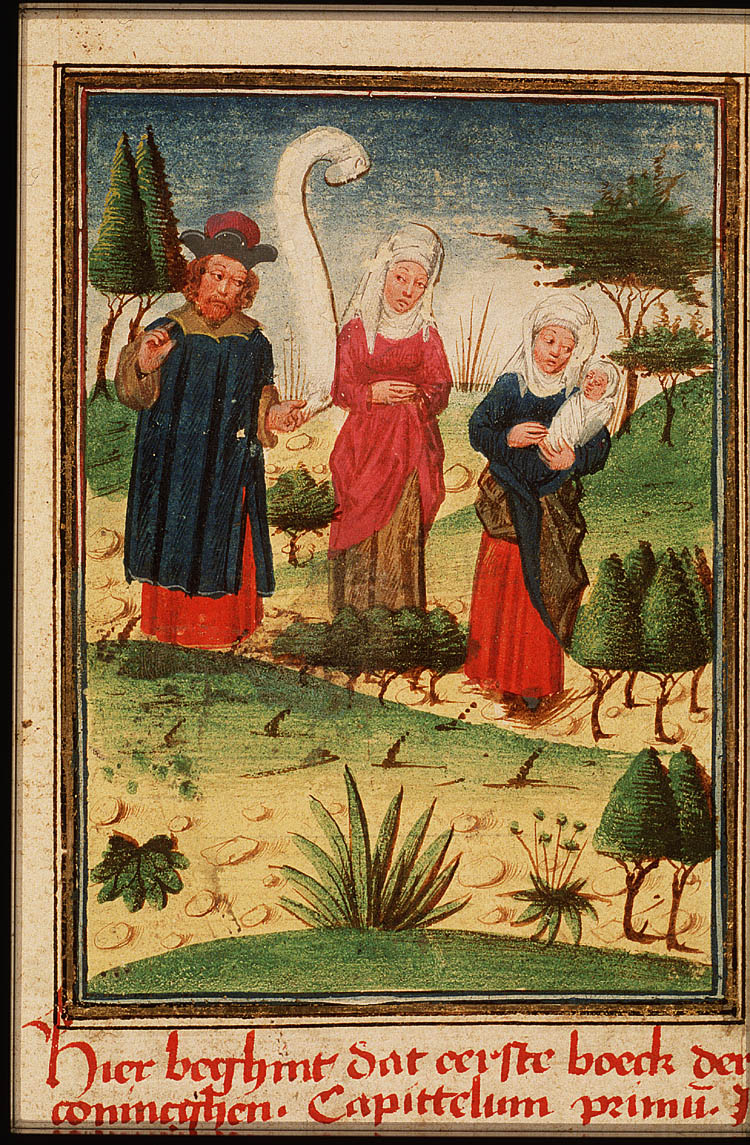
Historiebijbel, Den Haag, KB, 78 D 39 169r

Meester van de Vederwolken is de noodnaam van een 15e-eeuwse boekverluchter die in 1936 zo genoemd werd door Hoogewerff. Byvanck noemde hem een jaar later de “Master of the Londen Passional” naar het manuscript bewaard in de British Library in Londen als Add. 18162. Volgens sommige onderzoekers is hij van Vlaamse afkomst anderen zien in hem een Noord-Nederlandse miniaturist die ook werkzaam was in de Zuidelijk-Nederlanden.
Hij was actief in Gent tussen 1450 en 1460 en werkte er mee aan een getijdenboek voor de St. Pietersabdij, dat nu bewaard wordt in de Universiteitsbibliotheek van Amsterdam als Ms. XXV C 26. Hij zou zich daarna in Utrecht gevestigd hebben om deel te nemen aan een aantal belangrijke opdrachten.

## Stijlkenmerken
De personages die deze meester tekende hebben ronde hoofden die dikwijls buitenproportioneel groot zijn. Hij schilderde karakteristieke gezichten met dikke, zware oogleden Zijn figuren zijn gedrongen met hoekige ledematen en handen. De pupillen van de ogen zijn groot en staan dikwijls niet in het midden van het oog.
De landschappen die hij schilderde waren eenvoudig, met een intens blauwe hemel waarin kleine parallelle cirruswolken zweven, de vederwolken waaraan hij zijn noodnaam ontleent. De figuren werden veelal in de voorgrond geplaatst en hij probeerde ruimte te suggereren door overlappende heuvels in het landschap te plaatsen met daartussen een rivier of een bochtige weg. Hij plaatste vaak gestileerde bomen aan weerszijden van de scène. Zijn kennis van het perspectief is matig.
In de binnenshuis taferelen creëerde hij ruimte met een terugwijkende getegelde vloer, maar hij slaagde er dikwijls niet in om de andere elementen van het  het interieur daar correct in te kaderen.

## Werken
Hierbij een lijst van werken die aan de meester zijn toegeschreven of waaraan hij meewerkte.
- Legenda Aurea in het Middelnederlands (Het Passyonael van den Heyligen), British Library, Londen,  Add. Ms. 18162, ca. 1465[6]
- Getijdenboek gemaakt voor Gijsbrecht van Brederode, ca. 1460, Universiteit van Luik, Bib. Gén., Ms Wittert 13.[7]
- Getijdenboeken, Utrecht, Rijksmuseum Het Catharijneconvent, ABM 21 en ABM 22, ca. 1460-1475.[5]
- Getijdenboek Middelnederlands, Den Haag, Museum Meermanno, MM: 10 F 3, ca. 1465-1470[5][8]
- Getijdenboek voor de St. Pietersabdij te Gent, Universiteitsbibliotheek van Amsterdam, Ms. XXV C 26, ca. 1465-1470.[5]
- Eerste Historiebijbel, Den Haag, Koninklijke Bibliotheek, 78 D 39, ca. 1468[9][10]
- Leven van Sint Franciscus, Rotterdam, Gemeentebibliotheek, Ms. 96 B 4.[7]
- Livre des simples médecines (in het Middelfrans), Bibliothèque nationale de France, Parijs, Français 623.[11]
- Getijden van Maria van Vronenstijn, Koninklijke Bibliotheek van België, Brussel, Ms. II. 7619, verschillende gehistorieerde initialen en randversiering.[7]
- Getijdenboek, Universiteit van Luik, Bib. Gén., Ms Wittert 34, verschillende gehistorieerde initialen en randversiering in samenwerking met de Meester van Gijsbrecht van Brederode.[5][7]
- Bijbel gemaakt voor Evert van Soudenbalch, , Östenreichische Nationalbibliotek, Wenen, 2771, 2772, enkele miniaturen in volume I. (2771) en enkele in volume II. (2772).[7]
- Speculum humanae salvationis, fragmenten, Oxford, Bodleian Library, Ms. Douce f.4. Pentekeningen uit de omgeving van de meester, ca. 1450-1460[12]
- Latijns en Nederlands getijdenboek voor Gent,  Meester van Guillebert de Mets, Meester van Willem Bossuyt en Meester der vederwolken, te Gent, 2e helft 15e eeuw, Universiteitsbibliotheek Gent, Hs. 2750.[13][14]